# Alfara de la Baronia
Alfara de la Baronia, en valencien et officiellement, (Alfara de la Baronía en castillan - connue anciennement sous le nom Alfara d'Algímia), est une commune d'Espagne de la province de Valence dans la Communauté valencienne. Elle est située dans la comarque du Camp de Morvedre et dans la zone à prédominance linguistique valencienne.

## Géographie

Localisation d'Alfara de la Baronia
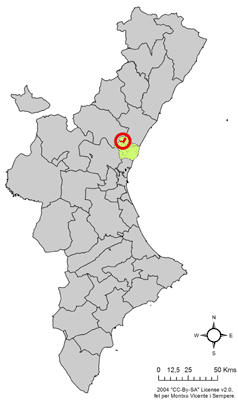
dans la Communauté valencienne.
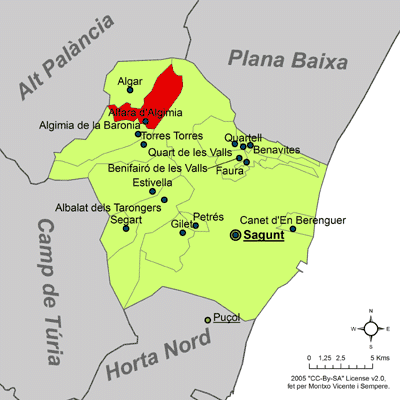
dans la comarque du Camp de Morvedre.

### Sources
- (es) Cet article est partiellement ou en totalité issu de l’article de Wikipédia en espagnol intitulé « Alcácer » (voir la liste des auteurs).
- (es) Varaciones de los municipios de España desde 1842, Ministerio de administraciones públicas, octobre 2008, 364 p. (lire en ligne) [PDF]